# Nguyễn Trí Tuệ
Nguyễn Trí Tuệ (sinh ngày 28 tháng 9 năm 1963) là một thẩm phán người Việt Nam. Ông hiện là Phó Chánh án thường trực Tòa án nhân dân tối cao của Việt Nam, Thẩm phán Tòa án nhân dân tối cao, thành viên Hội đồng Thẩm phán Tòa án nhân dân tối cao, Giám đốc Học viện Tòa án.

## Giáo dục
Ông có trình độ Tiến sĩ Luật học.

## Sự nghiệp
Nguyễn Trí Tuệ từng là Chánh án Tòa án nhân dân tỉnh Bắc Ninh.
Từ ngày 1 tháng 11 năm 2014, Nguyễn Trí Tuệ thôi chức Chánh án Tòa án nhân dân tỉnh Bắc Ninh, được bổ nhiệm chức vụ mới là Vụ trưởng Vụ Tổ chức cán bộ Tòa án nhân dân tối cao.
Ngày 26 tháng 6 năm 2015, Quốc hội Việt Nam khóa 13 đã bỏ phiếu phê chuẩn đề nghị của Chánh án Tòa án nhân dân tối cao Trương Hòa Bình về việc bổ nhiệm ông làm Thẩm phán Tòa án nhân dân tối cao, với tỉ lệ đại biểu Quốc hội bỏ phiếu đồng ý phê chuẩn là 70,85% (472 phiếu hợp lệ - 0 phiếu không hợp lệ; 350 phiếu đồng ý – 122 phiếu không đồng ý). Lúc này ông đang là Thẩm phán trung cấp, Ủy viên Ban cán sự đảng, Chánh Văn phòng Ban cán sự, Vụ trưởng Vụ tổ chức – Cán bộ Tòa án nhân dân Tối cao, kiêm trưởng khoa Đào tạo Thẩm phán Trường cán bộ Tòa án.
Ngày 21 tháng 6 năm 2017, ông được Chủ tịch nước Trần Đại Quang bổ nhiệm giữ chức vụ Phó Chánh án Tòa án nhân dân tối cao Việt Nam.
Ngày 3 tháng 7 năm 2017, Nguyễn Trí Tuệ được bổ nhiệm giữ chức vụ Giám đốc Học viện Tòa án (kiêm Phó Chánh án Tòa án nhân dân tối cao Việt Nam).
Từ ngày 6 đến ngày 8 tháng 5 năm 2020, ông là một trong 17 thành viên hội đồng xét xử giám đốc thẩm Vụ án Hồ Duy Hải.

## Phát ngôn gây tranh cãi
Sáng ngày 12 tháng 5 năm 2020, ông có phát biểu bảo vệ cho bản án giám đốc thẩm vụ án Hồ Duy Hải, bảo vệ cho Chánh án Tòa án nhân dân tối cao Nguyễn Hòa Bình và quy kết ba đại biểu Quốc hội đã phát biểu không đúng nội dung vụ án gây phức tạp xã hội. Phát biểu của ông bị một số đại biểu Quốc hội như Lê Thanh Vân, Trương Trọng Nghĩa phản ứng.